# Bellardiochloa
Bellardiochloa is een geslacht uit de grassenfamilie (Poaceae). De soorten komen voor in Afrika, Azië en Europa.

## Soorten
- Bellardiochloa argaea (Boiss. & Balansa) R.R.Mill (1985)
- Bellardiochloa doganiana Cabi & Soreng (1995)
- Bellardiochloa carica R.R. Mill (1985)
- Bellardiochloa polychroa (Trautv.) Roshev. (1934)
- Bellardiochloa variegata (Lam.) Kerguélen (1983)